# Inverness (Nouvelle-Écosse)
Pour les articles homonymes, voir Inverness.

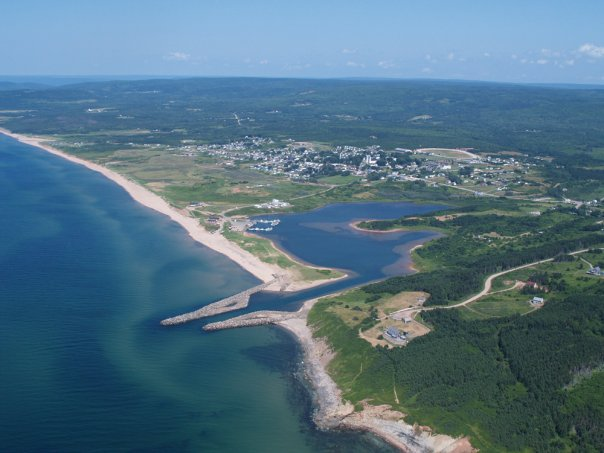
Vue aérienne d'Inverness.

Inverness (en gaélique écossais: An Sìthean (littéralement « Colline-de-la-Fée ») est un village canadien situé dans le comté d'Inverness, sur l'île du Cap-Breton en Nouvelle-Écosse. 

## Géographie

### Hameaux et lieux-dits
Inverness comprend le village ainsi que les hameaux suivants: Broad Cove, Broad Cove Banks, Campbellton Road, Deepdale, Dunvegan, Foot Cape, Glenville, Inverside, Kenloch, Sainte-Rose, Sight Point et Strathlorne. 